# The Stumbling Block
The Stumbling Block è un cortometraggio muto del 1911 diretto da Laurence Trimble. Noto anche come Jean, the Vitagraph Dog, Jean - il cane protagonista del film - era una border collie che apparteneva al regista e che fu una delle prime star canine dello schermo.

## Produzione
Il film fu prodotto dalla Vitagraph

## Distribuzione
Uscì nelle sale statunitensi il 20 giugno 1911, distribuito dalla General Film Company.